# Anna Jönsson Haag
Anna Margret Jönsson Haag (* 1. Juni 1986 in Köping als Anna Margret Hansson) ist eine ehemalige schwedische Skilangläuferin.

## Werdegang
Haag startete erstmals im Jahr 2003 bei einem internationalen Juniorenrennen. Danach startete sie einige Jahre im Skandinaviencup, bei FIS-Rennen und im Juniorenbereich, bis sie schließlich im November 2006 im schwedischen Gällivare ihren ersten Einsatz im Skilanglauf-Weltcup bekam. Bis auf ein weiteres Weltcuprennen in Falun trat sie im weiteren Verlauf der Saison 2006/07 jedoch nur bei FIS-Rennen oder im Skandinaviencup an. Zu Beginn der Saison 2007/08 konnte sie beim Weltcup in Beitostølen den 24. Platz belegen und sich so im schwedischen Weltcupteam etablieren. In der Saison konnte sie zumeist unter die besten 30 vorstoßen und auch mehrfach Ergebnisse unter den besten Zehn erreichen. Am Ende der Saison belegte sie einen 19. Platz in der Gesamtwertung.

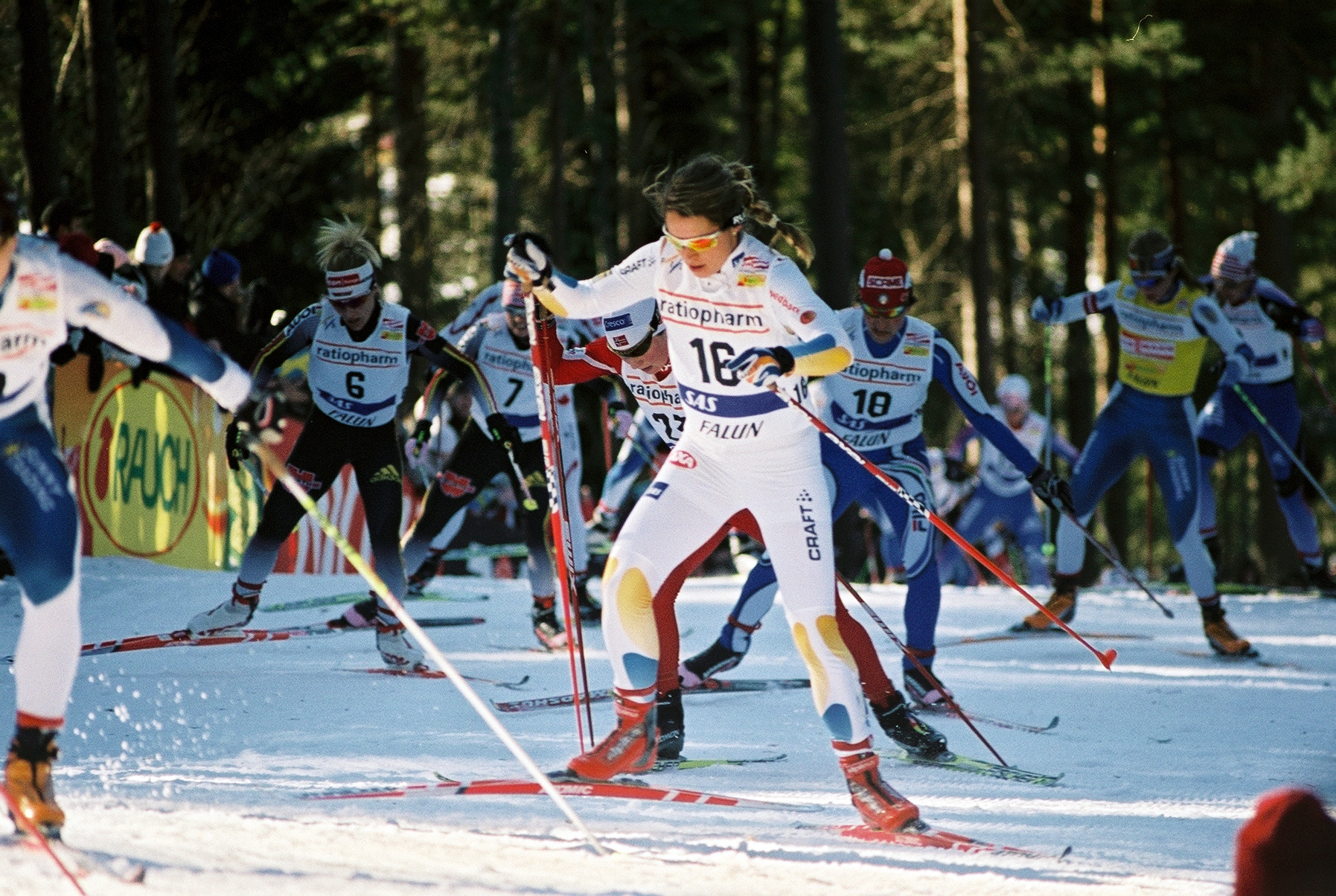
Anna Haag

Beim Auftaktrennen der Saison 2008/09 in Gällivare belegte sie einen 15. Platz, mit der schwedischen Mannschaft konnte sie bei den ersten beiden Staffelrennen der Saison mit einem zweiten und einem dritten Platz ihre ersten Podestplätze feiern. Zu Beginn des Jahres 2009 nahm sie an der Tour de Ski teil, die sie als Neunte beendete, ansonsten trat sie nur bei wenigen Weltcups der Saison an. Bei den Schwedischen Meisterschaften in Sundsvall gewann sie Silber über 10 Kilometer Freistil. Bei den Nordischen Skiweltmeisterschaften 2009 konnte sie mit der Staffel die Bronzemedaille gewinnen.
Zu Beginn der Saison 2009/10 gewann sie bei den Weltcups in Beitostølen mit der Staffel erstmals ein Weltcuprennen und konnte mit dem dritten Platz über 10 Kilometer Freistil ihren ersten Einzel-Podestplatz erringen. Im weiteren Saisonverlauf nahm sie an nur wenigen Weltcups teil, konnte bei diesen aber stets einen Platz unter den besten Zehn belegen. Beim 15-Kilometer-Rennen in der klassischen Technik im slowenischen Rogla kam mit einem 3. Platz eine weitere Podestplatzierung hinzu. Bei den Ende Januar 2010 in Piteå ausgetragenen Schwedischen Meisterschaften sicherte sie sich den Titel in der Doppelverfolgung und wurde Zweite über 10 Kilometer Freistil. Im Februar nahm sie an den Olympischen Winterspielen 2010 in Vancouver teil. Nachdem sie zunächst im 10-Kilometer-Einzelrennen noch vierte wurde, konnte sie in der Doppelverfolgung die Silbermedaille gewinnen. Drei Tage später gewann sie gemeinsam mit Charlotte Kalla im Team-Sprint abermals Silber.
Die Weltcup-Saison 2010/11 begann Haag nach einem schwachen Einzelweltcup in Gällivare mit einem zweiten Rang mit der Staffel auf gleicher Strecke. In La Clusaz erreichte sie mit der Staffel erneut ein gutes Resultat und stand mit dem Team am Ende auf dem dritten Platz. Bei den Schwedischen Meisterschaften 2011 in Sundsvall erreichte sie nach Silber in der Verfolgung, Rang neun im Sprint den Meistertitel über 10 Kilometer im klassischen Stil. Exakt vier Wochen später gelang ihr gemeinsam mit Ida Ingemarsdotter, Britta Johansson Norgren und Charlotte Kalla bei den Nordischen Skiweltmeisterschaften 2011 in Oslo der Gewinn der Silbermedaille im Staffelrennen. In den Einzeldisziplinen gelangen ihr keine Medaillengewinne, jedoch blieb sie in allen Disziplinen unter den besten 20 und erreichte darunter zwei Top-10-Platzierungen. Beim Skilanglauf-Weltcup-Finale 2010/11 lag sie am Ende nach guten Einzelleistungen auf dem siebenten Rang der Wertung. Bei den Schwedischen Meisterschaften 2011 in Bruksvallarna verzichtete sie trotz Meldung auf den Start.
In der Weltcup-Saison 2011/12 hatte Haag keine Möglichkeit, mit der Weltspitze mitzuhalten. Bestes Ergebnis war ein achter Platz in Kuusamo zum Saisonbeginn und ein vierter Platz mit der Staffel in Nové Město na Moravě kurz vor Saisonende. Oftmals landete sie in der Folge nur abseits der Punkteränge. Auch bei den Schwedischen Meisterschaften 2012 in Östersund blieb sie ohne Medaillengewinn, über 10 Kilometer lag sie dabei als Vierte nur knapp hinter den Medaillenrängen.
In der folgenden Saison 2012/13 startete sie vielversprechend mit einem fünften und einem neunten Rang bei FIS-Rennen in Bruksvallarna. Jedoch musste sie im ersten Weltcup-Rennen in Gällivare mit Platz 56 erneut einen Rückschlag einstecken. In Canmore zeigte sie jedoch wieder Stärke und landete im Skiathlon über 15 Kilometer am Ende auf dem 10. Platz. Die Tour de Ski 2012/13 beendete sie als 18. der Gesamtwertung. Nach einem weiteren vierten Platz mit der Staffel in La Clusaz startete Haag bei den Schwedischen Meisterschaften 2013 in Falun und gewann überraschend Bronze im Sprint und über 10 Kilometer sowie Silber im Skiathlon. Bei den Nordischen Skiweltmeisterschaften 2013 im Val di Fiemme gewann Haag mit der Staffel die Silbermedaille. Über 30 Kilometer im Einzel wurde sie am Ende Sechste. Im Skiathlon fuhr sie auf Rang 15 und über 10 Kilometer auf Rang 17. Ebenfalls Rang 17 erreichte sie kurze Zeit später beim Skilanglauf-Weltcup-Finale 2012/13 in Stockholm und Falun.
In der Saison 2016/17 belegte sie bei der Weltcup-Minitour in Lillehammer und beim Weltcup-Finale in Québec jeweils den 13. Platz und erreichte damit den 26. Platz im Gesamtweltcup und den 19. Rang im Distanzweltcup. Bei den Nordischen Skiweltmeisterschaften 2017 in Lahti holte sie die Silbermedaille mit der Staffel. Zudem errang sie den 18. Platz im Skiathlon, den neunten Rang im 30-Kilometer-Massenstartrennen und den fünften Platz über 10 Kilometer klassisch. Ende März 2017 gewann sie das Storlirennet über 36 Kilometer Freistil. Zu Beginn der Saison 2017/18 errang sie den 17. Platz beim Ruka Triple und den 12. Platz bei der Tour de Ski 2017/18. Bei den Olympischen Winterspielen 2018 in Pyeongchang holte sie die Silbermedaille mit der Staffel. Zum Saisonende kam sie beim Weltcupfinale in Falun auf den 41. Platz und auf den 24. Rang im Gesamtweltcup.
Nach der Saison 2017/18 beendete sie ihre Karriere.

## Privates
Zu Beginn ihrer Karriere startete sie als Anna Hansson, im Mai 2008 nahm sie den Nachnamen ihrer Mutter, Haag, an. Seit 2018 ist sie mit dem ehemaligen schwedischen Skilangläufer Emil Jönsson verheiratet. Das Ehepaar betreibt sowohl einen gemeinsamen Blog aus auch einen Youtube-Kanal.

## Erfolge

### Siege bei Weltcuprennen

#### Etappensiege bei Weltcuprennen
| Nr. | Datum          | Ort        | Disziplin          | Rennen              |
| --- | -------------- | ---------- | ------------------ | ------------------- |
| 1.  | 3. Januar 2011 | Oberstdorf | 2 × 5 km Skiathlon | Tour de Ski 2010/11 |

#### Weltcupsiege im Team
| Nr. | Datum             | Ort         | Disziplin          |
| --- | ----------------- | ----------- | ------------------ |
| 1.  | 22. November 2009 | Beitostølen | 4 × 5 km Staffel 1 |

### Siege bei Skimarathon-Rennen
- 2018 La Sgambeda, 30 km Freistil

## Teilnahmen an Weltmeisterschaften und Olympischen Winterspielen

### Olympische Spiele
- 2010 Vancouver: 2. Platz 15 km Skiathlon, 4. Platz 10 km Freistil
- 2014 Sotschi: 1. Platz Staffel, 11. Platz 30 km Freistil Massenstart, 20. Platz 10 km klassisch
- 2018 Pyeongchang: 2. Platz Staffel, 29. Platz 30 km klassisch Massenstart, 32. Platz 15 km Skiathlon

### Nordische Skiweltmeisterschaften
- 2009 Liberec: 3. Platz Staffel, 25. Platz 30 km Freistil Massenstart
- 2011 Oslo: 2. Platz Staffel, 10. Platz 15 km Skiathlon, 10. Platz 30 km Freistil Massenstart, 14. Platz 10 km klassisch
- 2013 Val di Fiemme: 2. Platz Staffel, 6. Platz 30 km klassisch Massenstart, 15. Platz 15 km Skiathlon, 17. Platz 10 km Freistil
- 2015 Falun: 14. Platz 30 km klassisch Massenstart
- 2017 Lahti: 2. Platz 10 km klassisch, 5. Platz 10 km klassisch, 9. Platz 30 km Freistil Massenstart, 18. Platz 15 km Skiathlon

## Platzierungen im Weltcup

### Weltcup-Statistik
Die Tabelle zeigt die erreichten Platzierungen im Einzelnen.
- 1.–3. Platz: Anzahl der Podiumsplatzierungen
- Top 10: Anzahl der Platzierungen unter den ersten zehn
- Punkteränge: Anzahl der Platzierungen innerhalb der Punkteränge
- Starts: Anzahl gelaufener Rennen in der jeweiligen Disziplin
- Hinweis: Bei den Distanzrennen erfolgt die Einordnung gemäß FIS.

| Platzierung         | Distanzrennen a | Distanzrennen a | Distanzrennen a | Distanzrennen a | Distanzrennen a | Skiathlon Verfolgung | Sprint | Etappen- rennen b | Gesamt | Team c | Team c  |
| Platzierung         | ≤ 5 km          | ≤ 10 km         | ≤ 15 km         | ≤ 30 km         | > 30 km         | Skiathlon Verfolgung | Sprint | Etappen- rennen b | Gesamt | Sprint | Staffel |
| ------------------- | --------------- | --------------- | --------------- | --------------- | --------------- | -------------------- | ------ | ----------------- | ------ | ------ | ------- |
| 1. Platz            |                 |                 |                 |                 |                 | 1                    |        |                   | 1      |        | 1       |
| 2. Platz            |                 |                 |                 |                 |                 |                      |        |                   |        |        | 2       |
| 3. Platz            |                 | 1               | 1               |                 |                 |                      |        |                   | 2      |        | 2       |
| Top 10              | 4               | 19              | 3               | 3               |                 | 13                   | 3      | 3                 | 48     | 1      | 11      |
| Punkteränge         | 19              | 49              | 9               | 4               |                 | 41                   | 14     | 16                | 152    | 1      | 13      |
| Starts              | 22              | 54              | 9               | 5               |                 | 47                   | 38     | 18                | 193    | 1      | 13      |
| Stand: Karriereende |                 |                 |                 |                 |                 |                      |        |                   |        |        |         |

### Weltcup-Gesamtplatzierungen
| Saison  | Gesamt | Gesamt | Distanz | Distanz | Sprint | Sprint |
| Saison  | Punkte | Platz  | Punkte  | Platz   | Punkte | Platz  |
| ------- | ------ | ------ | ------- | ------- | ------ | ------ |
| 2007/08 | 394    | 19.    | 292     | 17.     | 22     | 50.    |
| 2008/09 | 413    | 19.    | 222     | 19.     | 47     | 43.    |
| 2009/10 | 397    | 14.    | 315     | 11.     | 50     | 44.    |
| 2010/11 | 604    | 11.    | 430     | 8.      | 54     | 38.    |
| 2011/12 | 404    | 23.    | 291     | 18.     | 9      | 61.    |
| 2012/13 | 244    | 31.    | 156     | 25.     | 8      | 67.    |
| 2013/14 | 56     | 67.    | 56      | 39.     | -      | -      |
| 2014/15 | 167    | 40.    | 153     | 23.     | 2      | 76.    |
| 2015/16 | 226    | 30.    | 151     | 27.     | 11     | 55.    |
| 2016/17 | 304    | 26.    | 224     | 19.     | -      | -      |
| 2017/18 | 288    | 24.    | 146     | 20.     | 26     | 52.    |